# Macchi M.7
Macchi M.7 var en italiensk flygbåt. Det var en förbättrad version av den tidigare Macchi M.5. Ett flygplan som byggts som om för tävlingsändamål vann Schneidertrofén 1921. De två fasta kulsprutorna var monterade i flygbåtens nos framför piloten. Bakom piloten mellan den övre och den undre vingen var motorn installerad som drev en skjutande träpropeller.
Bara 17 stycken byggdes enligt de ursprungliga ritningarna. Flygbåten drog upp vattnet från sjön vilket gjorde att piloterna blev genomvåta. Trots det lyckades Italien sälja två stycken till Argentina, fyra till Sverige och tre till Brasilien.
Fem stycken M.7bis utan beväpning och med kortade vingar byggdes för tävlingsändamål 1920 och blev Italiens bidrag till tävlingen om Schneidertrofén. Ett flygplan med Giovanni de Briganti vann tävlingen 1921 med en genomsnittshastighet på 189,66 km/h. Året därpå kom en M.7bis fyra.
År 1923 designade Alesandro Tonini en förbättrad version kallad M.7ter med ett skrov som inte drog upp sjö lika lätt. De var mer populära och över 100 stycken byggdes, vissa med vikbara vingar för att kunna användas från flygplanskryssaren Giuseppe Miraglia. De användes ända fram till 1940 av civila flygskolor.

## Varianter
- Macchi M.7: Beväpnad lätt flygbåt med 2 kulsprutor.
- Macchi M.7Bis: Obeväpnad lätt flygbåt för flygsport. Vingarna var kortare och konstruktionen lättare. En Byggd.
- Macchi M.7Ter: Beväpnad lätt flygbåt med 2 kulsprutor. Uppdaterad variant med nya ving- och roderytor bland annat.
- Macchi M.7Ter AR: Beväpnad lätt flygbåt med 2 kulsprutor. Samma som ovan fast med infällbara vingar för transport på skepp.

## Användning i Sverige
Under hösten 1919 skänkte italienska staten ett Macchi M.8 provflygplan till Marinens Flygväsende. Italienarna ansåg att flygplanstypen var mycket lämplig för Sveriges sjörika land. För att utvärdera flygbåtens operativa kapacitet inom Flygkompaniet behövdes flera flygbåtar av samma utförande och flygkompaniet beställde därför fyra Macchi M.7 flygbåtar från Italien. Flygplanen numrerades 941, 943, 945 och 951. Dessa nummer hade tidigare använts på Phönix D.II, som efter haverier blivit kasserade. Efter leverans i juli 1921 placeras de vid sjön Roxen där de genomgick en omfattande utprovning 1920–1921. Tanken var att vid en mobilisering basera flygbåtarna vid Bodens fästning. Man genomförde även några besök i grannländerna runt Östersjön. 

## Bevarade exemplar
Ett enda exemplar i hela världen finns bevarat, det kan beskådas vid Flygvapenmuseum på Malmen. Till en början saknades det en motor och utställningsflygplanet var försett med en träattrapp, men genom en bytesaffär med Italiens flygvapen 1994 kunde Flygvapenmuseum byta till sig en originalmotor. Flygplanet renoverades 2012–2016. När färgen togs bort upptäcktes att skrovet var märkt 951 och under den svenska målningen fanns de italienska märkningarna kvar. Fyndet ledde till två beslut: dels att ge planet tillbaka sin rätta identitet, dels att måla det i sin ursprungliga svenska färgsättning vit och grå.

## Bilder

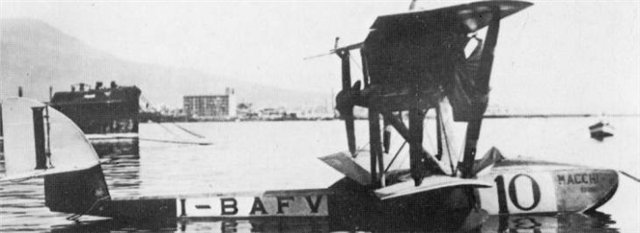
Macchi M.7Bis
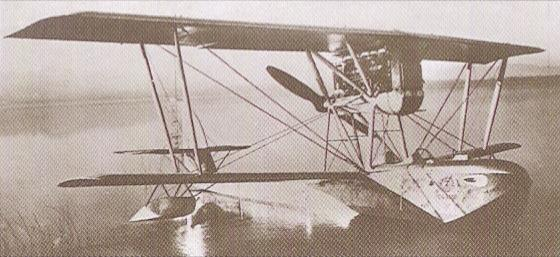
Macchi M.7Ter
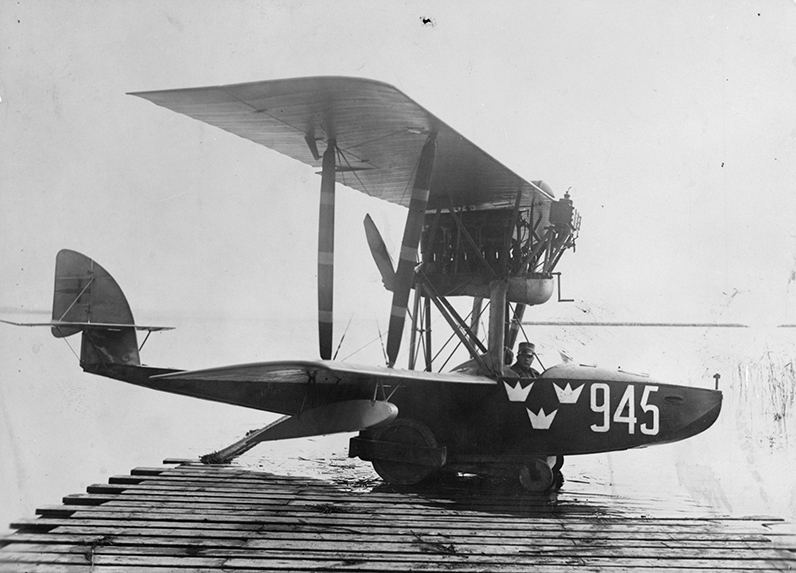
Macchi M.7 i svensk tjänst.
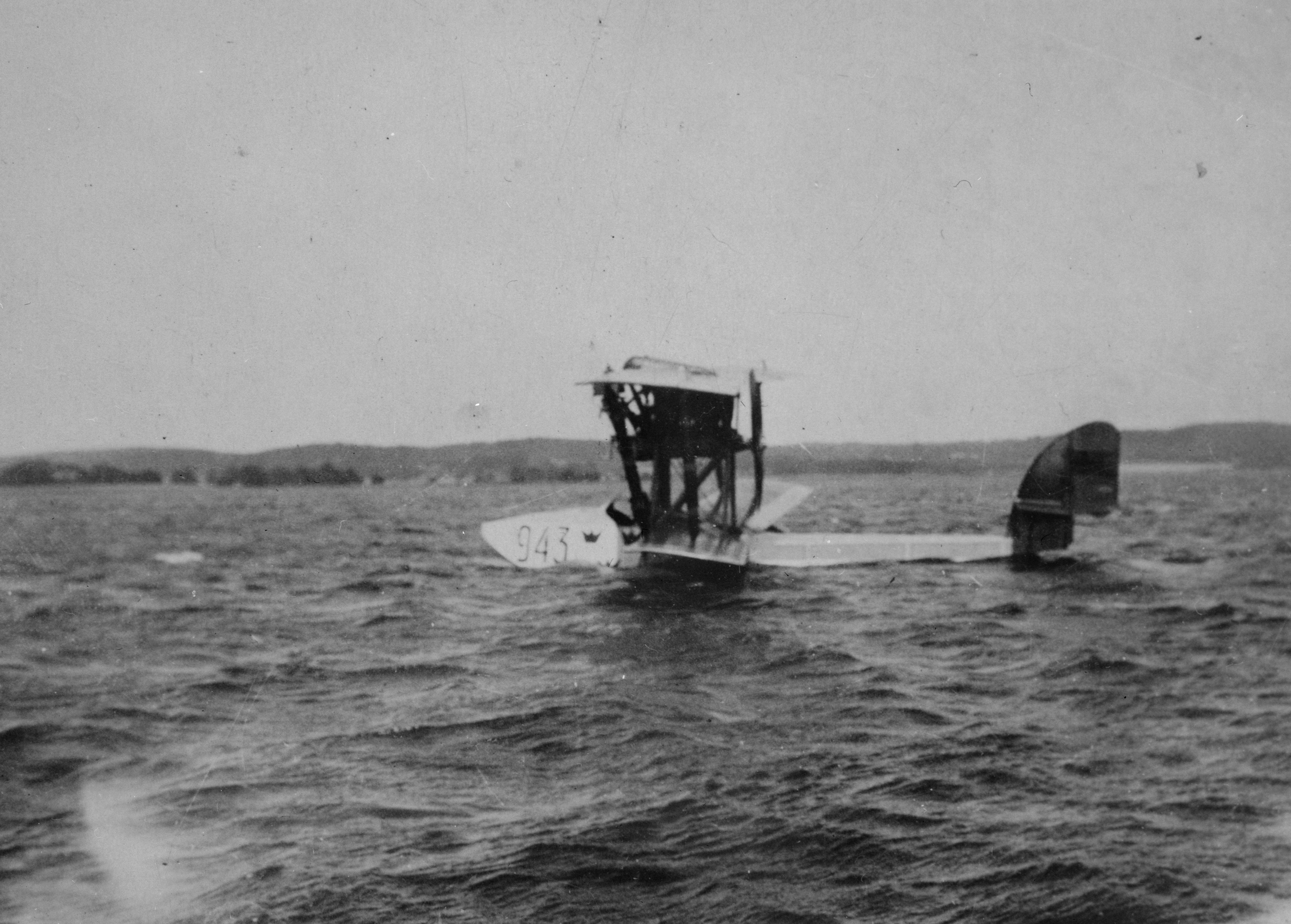
Macchi M.7 i svensk militär tjänst vid start på sjön Vättern i Karlsborgsviken år 1923.
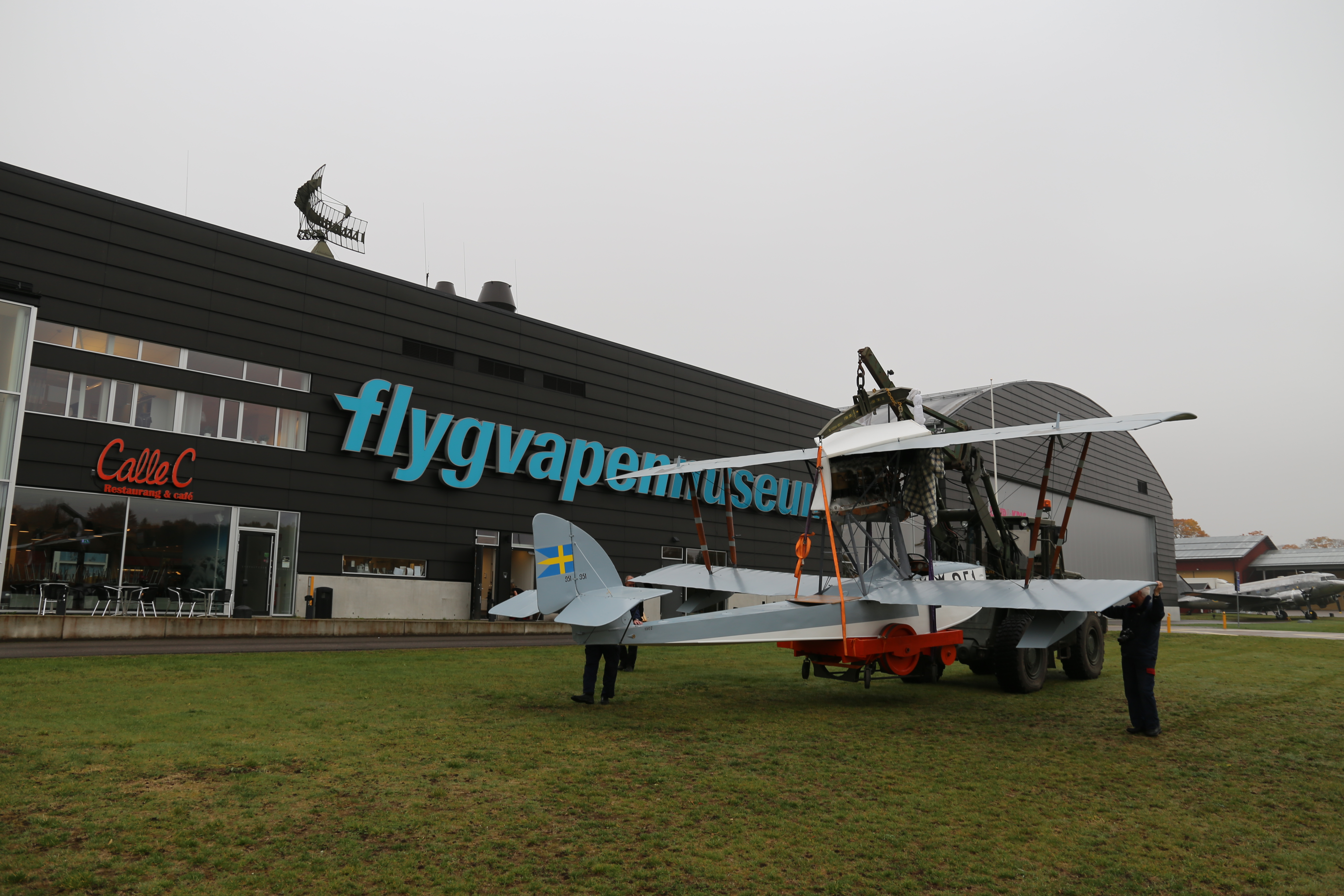
Flygvapenmuseums Macchi M.7 återvänder till museet efter renovering oktober 2016